# خود تعالی
خود تعالی، خود ارتقابخشی، خود برتر سازی (انگلیسی: Self-transcendence) یک ویژگی شخصیتی یا نظریه صفت که شامل گسترش یا از بین بردن مرزهای شخصی است. خود تعالی ممکن است به‌طور بالقوه شامل تجربیات معنوی مانند در نظر گرفتن خود به عنوان بخشی جدایی ناپذیر از جهان یا گیتی باشد. چندین روان‌شناس، از جمله ویکتور فرانکل، آبراهام مزلو، املا جی. رید، سی. رابرت کلونینگر، لارس تورنستام و اسکات بری کافمن به نظریه خود تعالی کمک کرده‌اند.

## بررسی اجمالی
طبق تحقیقات (لواسور، مک‌دوگال، و سنت پیر، ۲۰۱۸)، سه نوع اصلی خود تعالی وجود دارد:
- فراشخصی - احساس ارتباط با چیزی فراتر از خود، مانند طبیعت و معنویت.
- نوع دوستی - تمرکز بر رفاه دیگران و تمایل به کمک و خدمت به دیگران.
- فکری - تمایل به کشف و درک ایده‌ها و مفاهیم پیچیده‌ای که فراتر از تجربه فوری فرد است.[۸]

تفاوت خودشکوفایی و خود تعالی در این است که خودشکوفایی فرایند تحقق پتانسیل کامل و دستیابی به رشد شخصی است، در حالی که تعالی خود مستلزم احساس ارتباط با چیزی فراتر از خود است. هر دو مفهوم به توسعه و رفاه شخصی مربوط می‌شوند، اما خود متعالی بر اهمیت حرکت فراتر از خود و ارتباط با یک حس گسترده‌تر از معنا و هدف تأکید می‌کند.
سری چینموی رهبر مذهبی هندو می‌نویسد: «خود متعالی به اندازه بی حد و حصر به ما شادی می‌بخشد. وقتی از خود فراتر می‌رویم، با دیگران رقابت نمی‌کنیم. ما با بقیه دنیا رقابت نمی‌کنیم، اما هر لحظه با خودمان رقابت می‌کنیم. ما فقط با دستاوردهای قبلی خود رقابت می‌کنیم. و هر بار که از دستاوردهای قبلی خود پیشی می‌گیریم، خوشحال می‌شویم.»